# Postulats de Koch
Les postulats de Koch (ou postulats de Henle-Koch,) sont originellement des critères destinés à établir la relation de cause à effet liant un microbe et une maladie. Ces postulats ont été formulés en  1884 pour établir l'étiologie de la tuberculose, puis redéfinis et publiés par Robert Koch en 1890. 
Utilisés pour confirmer le rôle étiologique d'un micro-organisme dans d'autres maladies, ces postulats ont été modifiés tout au long du XXe siècle selon l'état des connaissances, les problèmes rencontrés, et l'apparition de nouvelles techniques. Depuis les années 1980, les postulats possèdent une adaptation fondée sur les techniques moléculaires.

## Postulats originaux
Il ne s'agit pas de postulats au sens de la logique mathématique, mais d'un ensemble de procédures (règles méthodologiques, programme de recherche...) permettant de fonder la définition d'une maladie infectieuse sur la spécificité de l'agent causal. Pour Koch lui-même, ces règles n'impliquent aucune rigidité d'application, et sont susceptibles d'évoluer selon l'état des connaissances. 

### Précurseurs: Henlé et Klebs
En 1840, Jacob Henlé est le premier à les suggérer de façon approximative :
« Pour prouver la théorie infectieuse des maladies, il serait nécessaire d'isoler les semences animales et les fluides animaux, les organismes contagieux et d'observer le pouvoir de chacun (...) S'il était possible de prouver qu'on peut cultiver un agent contagieux à l'extérieur du corps, comme dans les observations d'Audoin sur le ver à soie, alors un tel agent ne pourra être qu'une plante ou un animal ». (J. Henlé, Von der Miasmen und Contagien..., Berlin, 1840, p. 40 et 62). 
Durant cette période, ces liens de causalité restent assez flous, même pour les partisans de la théorie des germes. En 1876, pour affirmer que Bacillus anthracis était l'agent de la maladie du charbon, Koch s'appuyait sur une preuve négative : si la bactérie est absente, la maladie l'est aussi.
En 1877, Edwin Klebs reprend l'idée de Henlé pour la perfectionner selon des critères plus précis, grâce aux nouvelles possibilités de mise en culture. Les premiers critères de Henlé et de Klebs considèrent que l'agent causal ainsi isolé et déterminé est suffisant pour produire la maladie.

### Postulats de Koch
À partir de 1878, Robert Koch et ses collaborateurs, dont Friedrich Loeffler en 1883, élaborent de nouvelles règles, redéfinies et publiées par Koch en 1884, à l'occasion de ses travaux sur l'agent de la tuberculose,: 

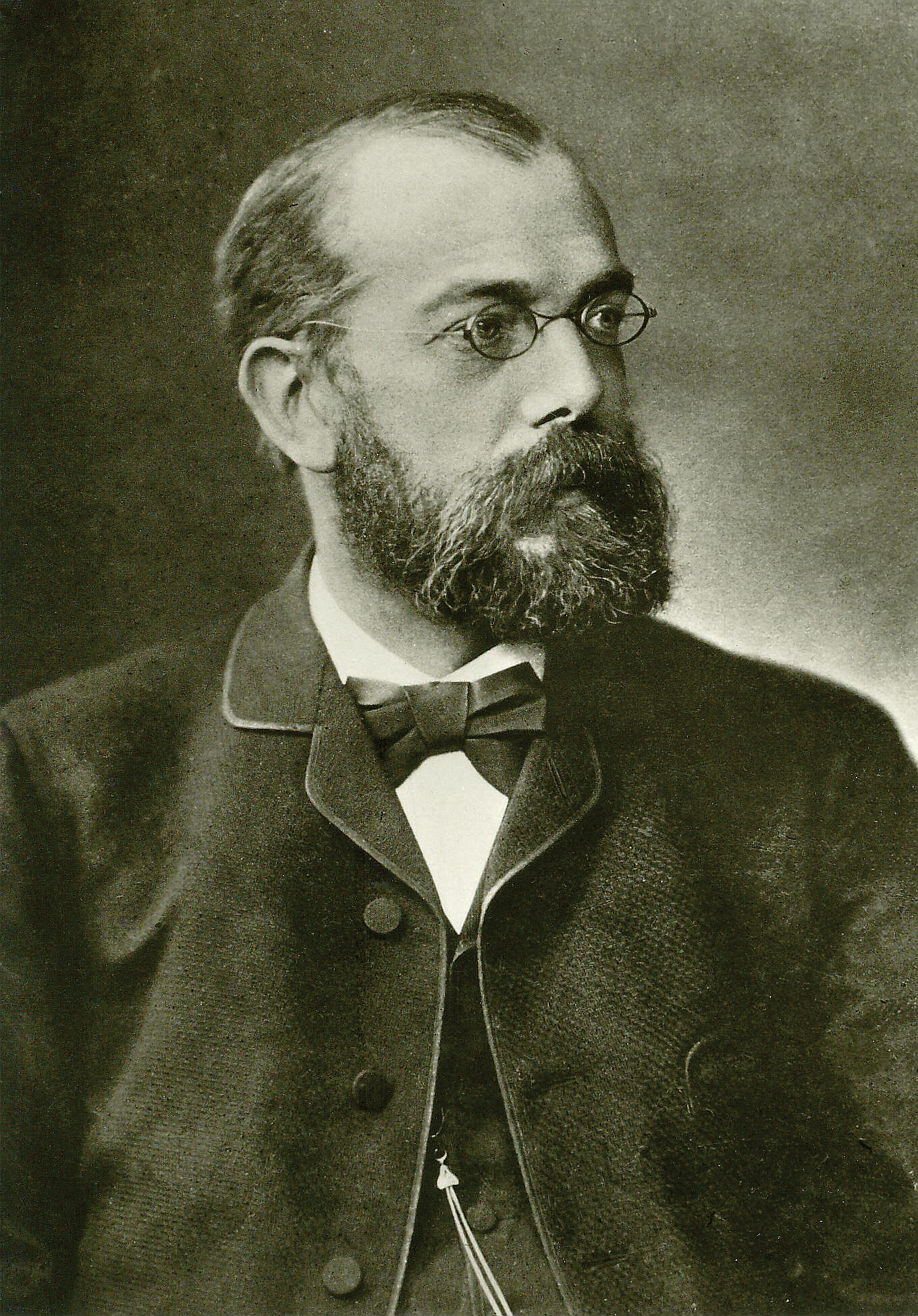
Robert Koch (1843-1910), Prix Nobel de médecine 1905, pour ses travaux sur la tuberculose.

1. Le micro-organisme doit être présent en abondance dans tous les organismes souffrant de la maladie, mais absent des organismes sains.
2. Le micro-organisme doit pouvoir être isolé et croître en milieu de culture pur (ne contenant que ce seul microbe).
3. Le micro-organisme cultivé doit déclencher la même maladie chez un animal de laboratoire sensible.
4. Le micro-organisme doit être à nouveau isolé du nouvel organisme hôte rendu malade puis identifié comme étant identique à l'agent infectieux original.

Les deux dernières règles constituent une nouveauté par rapport à ce qui se faisait auparavant. 
Il existait à l'origine une règle supplémentaire « La distribution du micro-organisme dans l'organisme doit être corrélée aux manifestations pathologiques de façon à les expliquer ». Cette règle ne sera plus mentionnée par la suite, et les postulats de Koch classiques se présentent généralement en quatre règles.
Ces règles sont amendées par la suite par Koch lui-même, notamment en 1890 devant le 10e Congrès International de Médecine. La seconde partie du premier postulat est finalement rejetée par Koch à la suite de la découverte de porteurs de  choléra ne manifestant pas de symptômes. Koch reconnait que les deux derniers postulats sont impossibles à remplir pour des maladies infectieuses qui s'avèrent strictement humaines. Il déclare alors : « Si l'occurrence régulière et exclusive d'un parasite est démontrée, la relation causale entre parasite et maladie est validée ». 
À la fin du XIXe siècle, Koch et son école opèrent ainsi un déplacement de ces critères, l'agent causal n'est plus suffisant pour produire la maladie, mais il reste la cause nécessaire. C'est l'absence de l'agent causal qui implique dans tous les cas, l'absence de la maladie. Cela conduit Koch à développer le concept de « porteur sain » en 1893, après ses études sur les convalescents du choléra, et les travaux de Loeffler (1887) sur les souches non virulentes du bacille de la diphtérie.
Ces postulats sont remis en cause par des contemporains de Koch qui font observer que des maladies comme le choléra ne bénéficient pas d'un modèle animal contrairement au bacille du Charbon. En 1892, Max Joseph von Pettenkofer avale en plein cours un verre d'eau contenant une suspension d'un millilitre de culture de choléra et ne tombe pas malade. Cet hygiéniste allemand pense que le vibrion cholérique ne cause la maladie qu'après avoir acquis la « virulence » sur le « terrain » et que cet agent du choléra est un germe tellurique.
Cependant, au tournant du XXe siècle, les principales découvertes basées, plus ou moins, sur les postulats de Henlé-Koch sont les agents responsables de la fièvre typhoïde, de la lèpre et du paludisme (1880), du choléra (1883), de la diphtérie et du tétanos (1884), de la pneumonie (1886), de la peste et du botulisme (1894), de la dysenterie (1898), de la syphilis (1905).

## Postulats au cours duXXesiècle
Au début du XXe siècle, la théorie cellulaire et le modèle pasteurien des maladies infectieuses se sont imposées en éliminant les théories de type miasmatique, enzymatique ou chimique. Les maladies infectieuses apparaissent comme des maladies parasitaires dues à des microorganismes cellulaires. La relation hôte-microbe est vue, selon les cas, comme un antagonisme ou une symbiose. À la suite de Darwin, il existe une concurrence sélective entre microbes et hôtes, comme entre microbes eux-mêmes, cette dernière approche est celle de l'école de Pasteur qui s'oriente plutôt vers les procédés d'asepsie, les sérums et les vaccins.
L'école de Koch considère, elle, que les microbes sont des espèces « fixées » (qui ne se modifient pas en milieu de culture), en concevant la maladie comme « l'effet d'une cause ». L'école de Koch s'oriente plutôt vers les techniques d'observations et de procédés de culture qui permettent la découverte de nouvelles bactéries.
Les premiers postulats de Koch sont devenus la référence classique, mais il s'agit en fait plus d'un idéal à approcher que de règles contraignantes. Dans de nombreux cas, la causalité est validée sans que les critères soient entièrement remplis. Par exemple, l'agent du paludisme n'est pas isolable en culture pure (critère 2), le choléra n'est pas reproductible chez l'animal (critère 3), la lèpre ne peut satisfaire aux critères 2 et 3. Ou encore comme dans le cas de la fièvre pourprée, la découverte par Ricketts en 1909 de l'agent responsable n'a été admise qu'une dizaine d'années plus tard, les rickettsies n'étant pas cultivables selon le critère 2. 
Finalement le seul critère toujours satisfait reste le premier dans sa version de « cause nécessaire » : pas de tuberculose sans bacille de Koch, pas de choléra sans vibrion cholérique. 

### De la virologie à l'immunologie
Dans les années 1900-1930, la recherche virologique n'est guère compatible avec les postulats de Koch. Les porteurs sains de virus apparaissent encore plus nombreux ; une même affection apparente (diarrhée du nourrisson, syndrome grippal...) pouvait être due à des virus différents ; les virus ne peuvent être cultivés que sur milieu « impur » (c'est-à-dire vivant, en milieu cellulaire), etc.

#### Rivers
En 1937, T.M. Rivers propose un remaniement des postulats de Koch, applicables en virologie :
1. L'agent est associé à la maladie avec une certaine régularité statistique.
2. On peut isoler cet agent, le cultiver en milieu approprié et reproduire la maladie avec une certaine régularité (dans un essai contrôlé).
3. Expérimentalement, même si la maladie n'apparait pas, l'apparition des anticorps témoigne de l'action du virus.

Rivers introduit deux critères nouveaux : celui de lien statistique et celui de preuve indirecte immunologique (présence d'anticorps spécifiques dirigés contre un virus). Ces critères ont été largement utilisés dans les enquêtes épidémiologiques (couplées avec des travaux en laboratoire) pour déterminer l'origine de nombreuses maladies virales,. Selon Rivers, la recherche virologique ne doit pas être corsetée par des postulats préétablis, elle doit être menée « par le sens commun, une formation appropriée, et un raisonnement rigoureux ».

#### Huebner

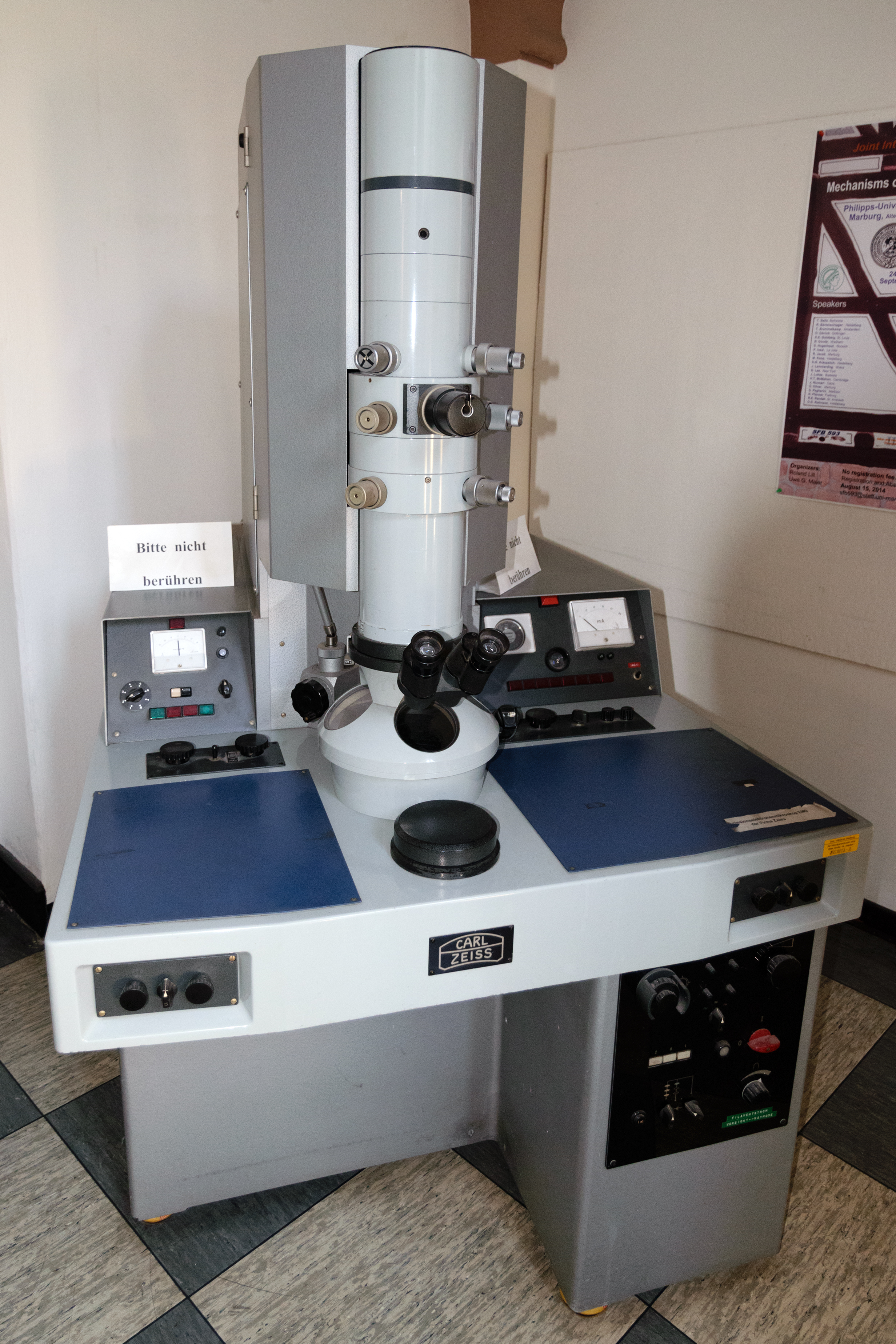
Microscope électronique ancien, exposé à l'Institut de Biologie Cellulaire de Marbourg.

En 1957, à la suite de l'utilisation du microscope électronique, de la culture cellulaire, etc. et d'une meilleure connaissance de l'épidémiologie des maladies virales, le virologue Robert Joseph Huebner (en) propose un programme en 9 points, que l'on peut résumer ainsi  :
1. Il faut établir la réalité de l'agent viral et décrire ses caractéristiques.
2. Faire la preuve qu'il provoque la maladie, ou du moins apporter une preuve immunologique de son action.
3. Une des meilleures preuves étant la mise au point d'un vaccin spécifique dont l'efficacité est démontrée par des essais contrôlés.

Il ajoute que de tels programmes de recherches virologiques nécessitent un investissement financier important. Huebner n'apporte aucun critère vraiment nouveau, mais il renforce l'importance des enquêtes épidémiologiques et des études immunologiques. Dans ce cadre, les agents viraux de l'hépatite A, l'hépatite B, de la mononucléose infectieuse... sont démontrés dans les années 1950-1960.
Cependant les données acquises mettent à mal l'idée d'une cause spécifique unique. Par exemple, un même virus, le virus Epstein-Barr donne en Occident la mononucléose infectieuse, en Afrique le lymphome de Burkitt, et en Chine le cancer du naso-pharynx, qui sont trois maladies très différentes. 
D'où l'idée d'établir une hiérarchie des causes, avec une cause discriminante et nécessaire, et des cofacteurs favorisants (hérédité, alimentation, climat, environnement...).

#### Evans
En 1974, A.S. Evans énonce des postulats seulement immunologiques :
1. Les anticorps spécifiques doivent être absents avant la maladie et n'apparaitre que durant la maladie.
2. Il s'agit d'anticorps protecteurs.
3. Il ne doit pas y avoir d'association avec d'autres types d'anticorps (liés à d'autres agents pathogènes).

Ces critères sont énoncés à l'occasion de travaux sur la mononucléose infectieuse, mais ils se révèlent trop exigeants. En effet, ils ne peuvent être appliqués à d'autres maladies, comme celles à virus neurotrope ou à virus lents (lentivirus).

#### Johnson et Gibbs
La même année, Johnson et Gibbs, choisissent des critères se situant à l'opposé (pas ou peu d'immunologie) :
1. Dans au moins deux laboratoires indépendants l'un de l'autre, on parvient à transmettre régulièrement l'affection à des animaux, ou que l'on identifie le même virus.
2. Il faut établir qu'il ne s'agit pas d'un virus retrouvé partout (agent ubiquitaire retrouvé en toutes circonstances).

Dans de nombreux cas, il s'avère toujours difficile de trouver un germe infectant qui soit, en lui-même, une cause nécessaire et suffisante de maladie infectieuse. On arrive à penser qu'un germe incriminé est plutôt une cause occasionnelle, « opportuniste », et qu'une même maladie par un même germe peut varier selon les individus et les circonstances.
L'hypothèse d'un « réseau causal » en toile d'araignée ou web (terme choisi par Niels Jerne en 1974 pour caractériser l'ensemble des anticorps) remplace l'idée d'une cause unique et universelle. Selon Anne Marie Moulin, la médecine parlerait alors « le langage écologique du système immunitaire ».

#### Barry J. Marshall
En 1984, Barry J. Marshall s'auto-administre Helicobacter pylori pour démontrer les deux derniers postulats de Koch et convaincre la communauté scientifique qui continuait à croire que l'acidité de l'estomac et le stress étaient la cause des ulcères gastrique. Barry J. Marshall développe une gastrite, se fait endoscoper et biopsier et réisole la bactérie associée à des signes de gastrite alors qu'elle est absent d'une muqueuse saine lors de l'endoscopie précédant l'inoculation.

### Le problème du sida

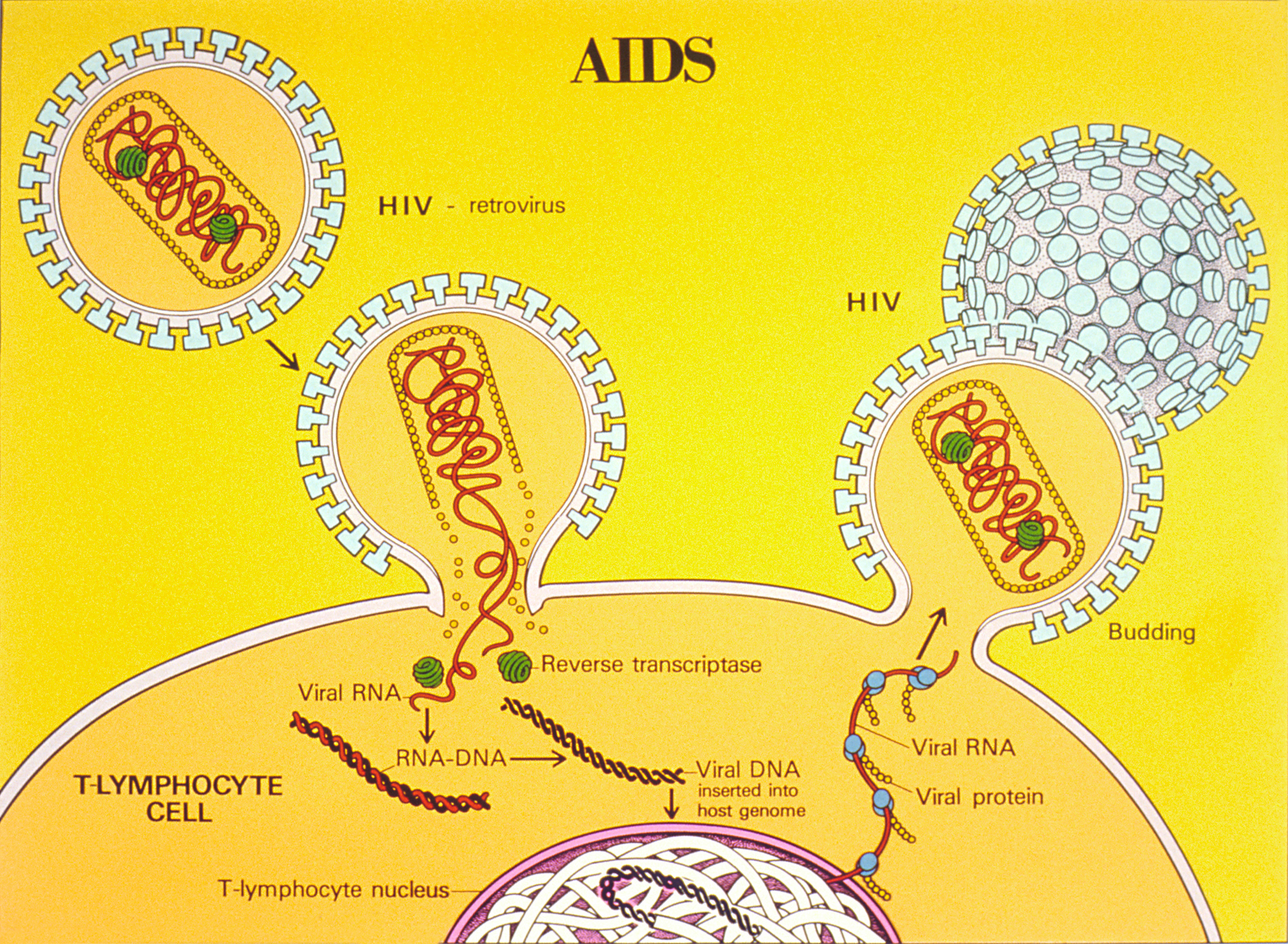
Cycle de réplication du VIH infestant un lymphocyte T.

En 1981, une flambée d'une affection nouvelle est signalée par le CDC d'Atlanta. Elle reçoit le nom de syndrome d'immunodéficience acquise (sida) en 1982. Dans le contexte de l'époque, deux théories sont envisageables : une origine toxique ou chimique, ou une origine infectieuse. Les études épidémiologiques et immunologiques orientent vers une hypothèse virale, et le virus HIV est isolé en 1983 (un deuxième en 1988). 
En 1987 et 1988, le chercheur Peter Duesberg, membre de l'Académie Nationale des Sciences, déclare que le VIH n'est probablement qu'un virus transitoire, sans effet pathogène, et qu'il n'est pas la cause du sida. Il s'appuie pour cela sur une interprétation rigide des critères de Koch et d'Evans, en passant sous silence toutes les modifications et évolutions de ces critères. En reformulant ainsi ce qu'il considère comme les seuls véritables critères de causalité, il argumente sur le fait que le VIH n'en satisfait aucun. 
En réponse, dans un texte créé en 1994, et mis à jour au moins jusqu'en 2005, le National Institutes of Health souligne que le VIH remplit pleinement les critères de Koch, dont la valeur historique a été réinterprétée et modifiée pour s'adapter aux technologies nouvelles. Cependant les fondamentaux restent les mêmes, sous la forme suivante : 
1. Association épidémiologique : l'agent présumé doit être fortement associé à la maladie.
2. Isolement : l'agent peut être isolé et se propager en dehors de l'hôte.
3. Transmission : le transfert de l'agent à un hôte non-infecté, homme ou animal, provoque la maladie chez cet hôte.

Ce texte intitulé The Evidence That HIV Causes AIDS dresse ensuite le détail des données montrant que le HIV remplit ces trois critères. En 2008, Montagnier et Barré-Sinoussi reçoivent le Prix Nobel de Médecine pour leur découverte du VIH, l'agent du sida.

## Postulats auXXIesiècle
En 1996, Fredricks et Relman proposent une nouvelle adaptation des postulats de Koch, adaptés au séquençage des acides nucléiques, permettant d'identifier un micro-organisme et d'établir sa causalité :
1. La séquence nucléique du micro-organisme doit être retrouvée dans la plupart des cas de la maladie.
2. La séquence nucléique du micro-organisme ne doit pas être retrouvée (ou rarement) chez des individus indemnes.
3. Lorsque la maladie s'améliore (par exemple sous traitement), le nombre de copies de la séquence nucléaire doit diminuer ou devenir indétectable, et inversement en cas de rechute.
4. Quand la détection de séquence précède la maladie, ou si le nombre de copies varie parallèlement aux évolutions cliniques, la corrélation est très probablement causale.
5. L'identification du micro-organisme déduite de la séquence nucléique doit être compatible avec les propriétés biologiques connues pour le phylum auquel il appartient. Quand cette séquence est prédictible de ces propriétés, la signification de la séquence est renforcée.
6. On doit s'efforcer de démontrer une spécificité par  hybridation in situ dans les zones pathologiques d'un tissu ou dans les localisations présumées du micro-organisme.
7. Ces résultats doivent être reproductibles.

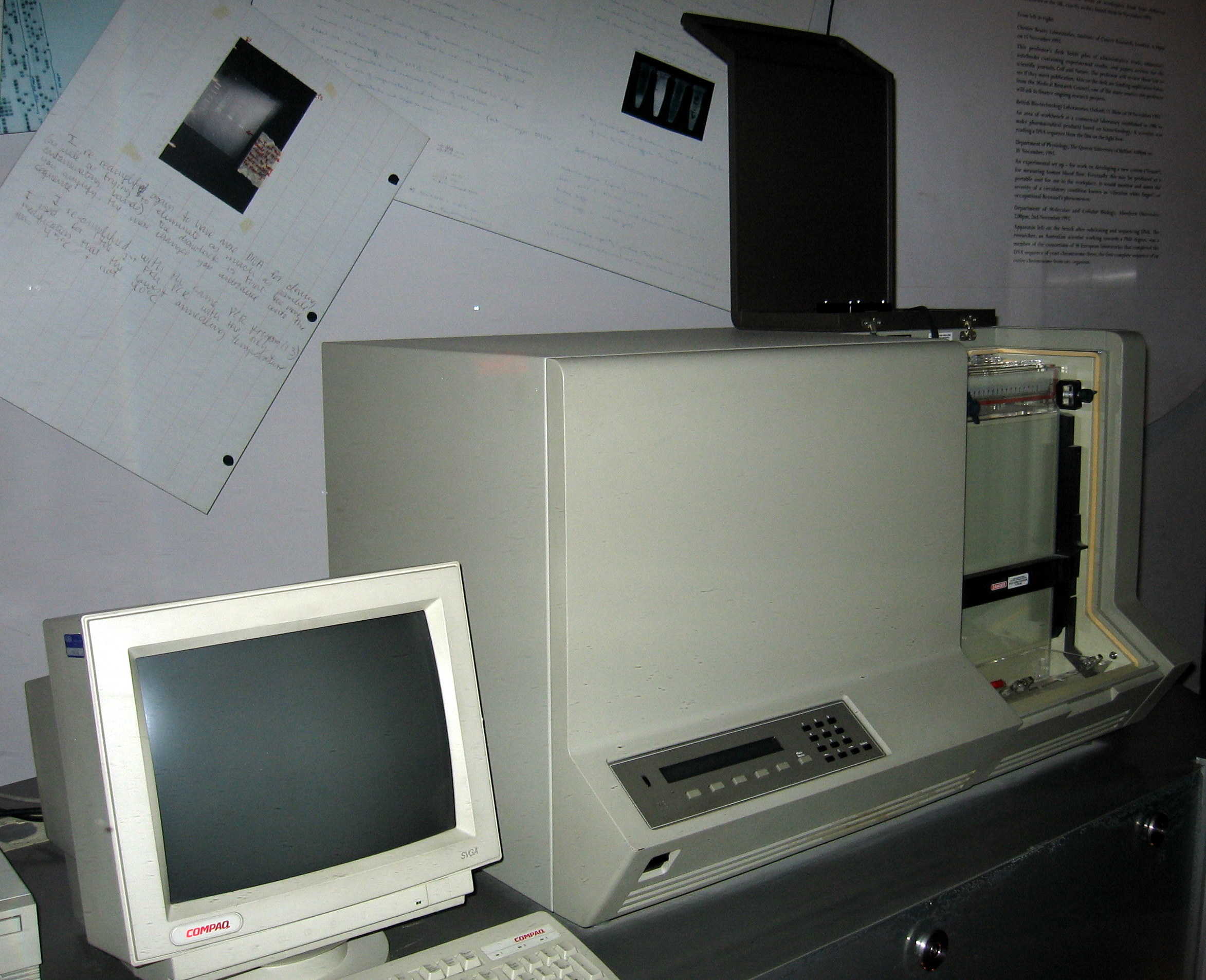
Séquenceur d'ADN de 1987, exposé au Science Museum de Londres.

De tels postulats sont appelés « postulats moléculaires de Koch ». L'importance des gènes présumés de virulence est soulignée plutôt que celle de l'agent lui-même. Ces postulats sont aussi résumés de façon plus simple, inspirée de leur première formulation (Falkow 1988).  
1. Le caractère de virulence étudié doit être associé aux souches pathogènes de l'espèce et non aux souches non pathogènes.
2. L'inactivation du ou des gènes associés au caractère virulent doit diminuer significativement le pouvoir pathogène.
3. Le remplacement du gène muté par le gène normal sauvage doit restaurer complètement le pouvoir pathogène.
4. Le gène doit être exprimé à certains moments de l'infection ou de la maladie.
5. Des anticorps, ou des cellules, du système immunitaire dirigés contre les produits de ce ou ces gènes doivent être protecteurs.

L'approche moléculaire n'est pas toujours applicable, notamment en cas d'absence de modèle animal approprié, ou lorsque l'agent pathogène n'est pas bien caractérisé génétiquement.
En 2006 des postulats de Koch ont été proposés pour les maladies à protéines infectieuses.
Dans les années 2010, de nouvelles techniques de bioinformatique, comme le séquenceur d'ADN, conduisent à une nouvelle discipline la métagénomique, qui permet l'identification de l'ADN total d'un échantillon environnemental (par exemple, microbiote intestinal). Cette discipline discute de critères adaptés de causalité, dits « postulats métagénomiques de Koch ».

## Importance et significations

### Valeur historique et pédagogique

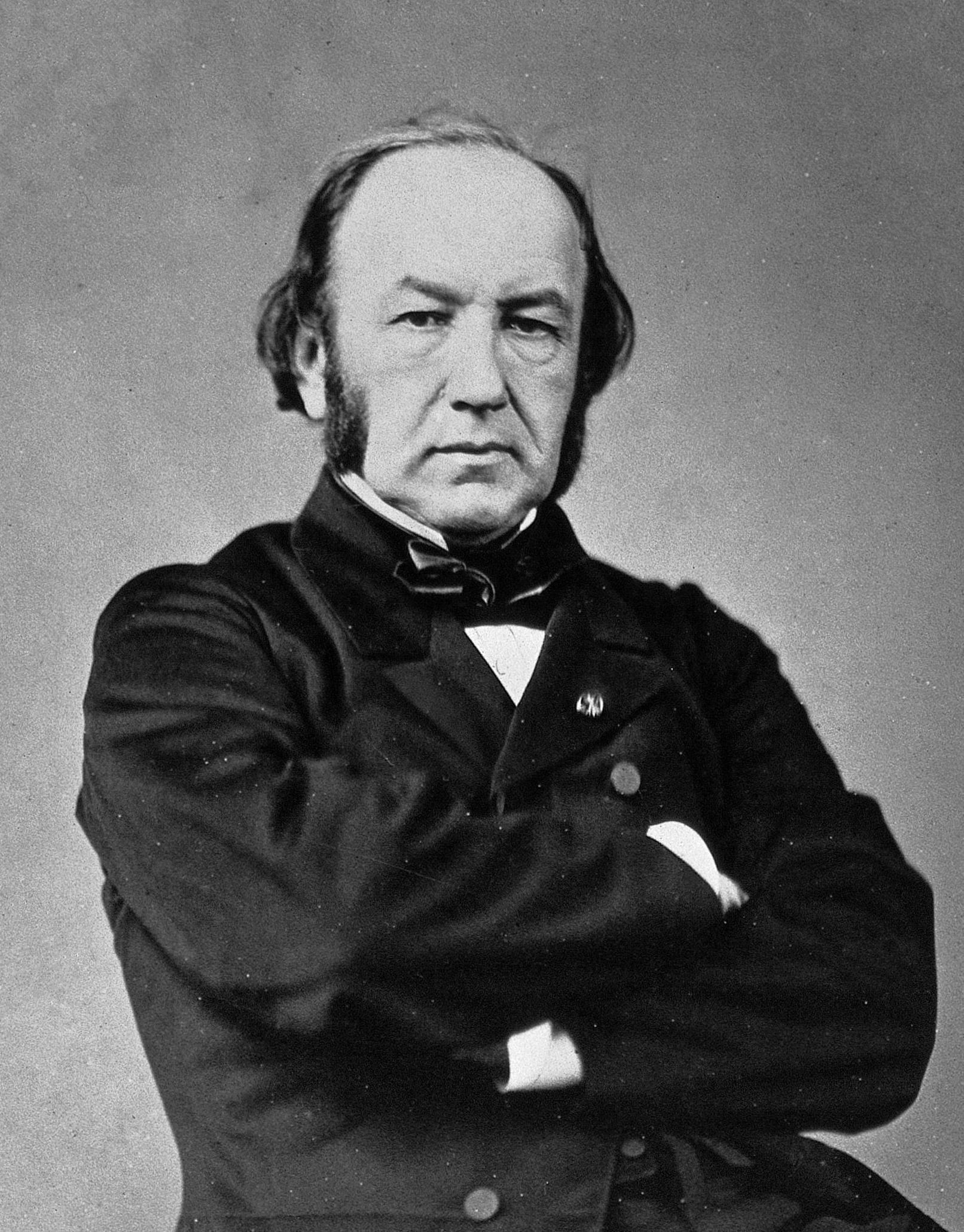
Portrait de Claude Bernard (1813-1878).

Les postulats classiques de Koch apparaissent historiquement comme l'application du déterminisme bio-médical selon Claude Bernard. Ils introduisent l'idée de stratégie rigoureuse, précise et reproductible, destinée à démontrer et à convaincre dans le domaine médical. Les premiers à s'en inspirer furent les chirurgiens qui développèrent les techniques d'asepsie et de stérilisation. A la fin du XIXe siècle, les chirurgiens voient les opérations et les pansements comme une expérience biochimique et bactériologique, à mener selon des procédures rigoureuses. 
Les postulats de Koch sont aussi le prototype historique de méthodes ou critères de causalité médicale, autre que microbiologiques. Par exemple les critères de Bradford-Hill, utilisés en épidémiologie, les critères d'imputabilité utilisés en pharmacovigilance, etc. 
La célébrité des postulats classiques, perpétuée jusqu'au XXIe siècle, tient à leur valeur pédagogique. Présentés aux étudiants, ils constituent un modèle exemplaire et initiatique à la rigueur et au raisonnement en microbiologie.  

### La question de la causalité
Les postulats de Koch représentent « le triomphe d'une idée de causalité linéaire et monocausale ». Cette idée a été battue en brèche par d'autres conceptions de la causalité : causalité probabiliste, causalité multifactorielle, causalité en réseau. On pourrait ainsi opposer un réductionnisme ou un biologisme, représenté par la microbiologie moléculaire, à un « antiréductionnisme » représenté par les sciences environnementales et sociales dans une approche holistique.
Cependant, opter pour une approche ne signifie pas automatiquement s'opposer à l'autre. Les sciences biomédicales deviennent de plus en plus un espace de confrontations complémentaires entre différentes méthodes et différents types de connaissances produites. « La réduction des phénomènes vitaux à des relations physico-chimiques est une condition à la fois nécessaire et insuffisante de la science ».
Les problèmes de la causalité médicale paraissent se situer entre deux points de vue, non forcément opposés :
Les postulats de Koch peuvent être présentés comme un exemple de la méthode scientifique hypothético-déductive. Dans ce contexte, la causalité médicale (microbiologique) pourrait se formuler comme un ensemble d'algorithmes intégrant des masses de données grâce à la bio-informatique (méthodes possibles de diagnostic informatisé), proche d'un formalisme mathématique.
L'histoire de ces mêmes postulats montre aussi qu'une démonstration de causalité s'accompagne d'un jugement de causalité. Selon Fagot-Largeault, le jugement de causalité est « une reconstruction savante de " ce que les esprits justes sentent d'instinct " (Laplace), ».
Les standards professionnels seraient élaborés par consensus évolutif, passant de l'implicite à l'explicite, par un processus de tâtonnement et de rationalisation. Ces règles sont toujours susceptibles d'évoluer : « Une certaine pluralité reste ainsi nécessaire, non seulement en fonction de la diversité du réel, mais aussi en fonction de la variété des buts poursuivis ».